# Southern 100 road races
Le Southern 100 road races est une course sur route de moto qui se déroule sur l'île de Man tous les ans en juillet depuis 1955. La course a lieu sur le circuit de Billown (en), le départ et l'arrivée se font à Castletown.

Circuit de Billown